# Бройці (гміна)
Гміна Бройце (пол. Gmina Brojce) — сільська гміна у північно-західній Польщі. Належить до Ґрифицького повіту Західнопоморського воєводства.
Станом на 31 грудня 2011 у гміні проживало 3843 особи.

## Територія
Згідно з даними за 2007 рік площа гміни становила 118.06 км², у тому числі:
- орні землі: 72.00%
- ліси: 19.00%

Таким чином, площа гміни становить 11.60% площі повіту.

## Населення
Станом на 31 грудня 2011:
| Опис     | Загалом | Загалом | Чоловіки | Чоловіки | Жінки | Жінки |
| -------- | ------- | ------- | -------- | -------- | ----- | ----- |
| одиниця  | осіб    | %       | осіб     | %        | осіб  | %     |
| все      | 3843    | 100     | 1992     | 51.83    | 1851  | 48.17 |
| міське   | 0       | 100     | 0        |          | 0     |       |
| сільське | 3843    | 100     | 1992     | 51.83    | 1851  | 48.17 |

## Сусідні гміни
Гміна Бройце межує з такими гмінами: Ґрифіце, Плоти, Римань, Тшеб'ятув.